# 定海区
定海区是中华人民共和国浙江省舟山市下辖的一个市辖区，由128个岛屿组成，总面积1444平方公里。其中，陆地面积568.8平方公里，拥有875.2平方公里海域和400多公里海岸线。区人民政府驻解放路106号。

## 历史
定海历代均为中国海上贸易和海防的重地。

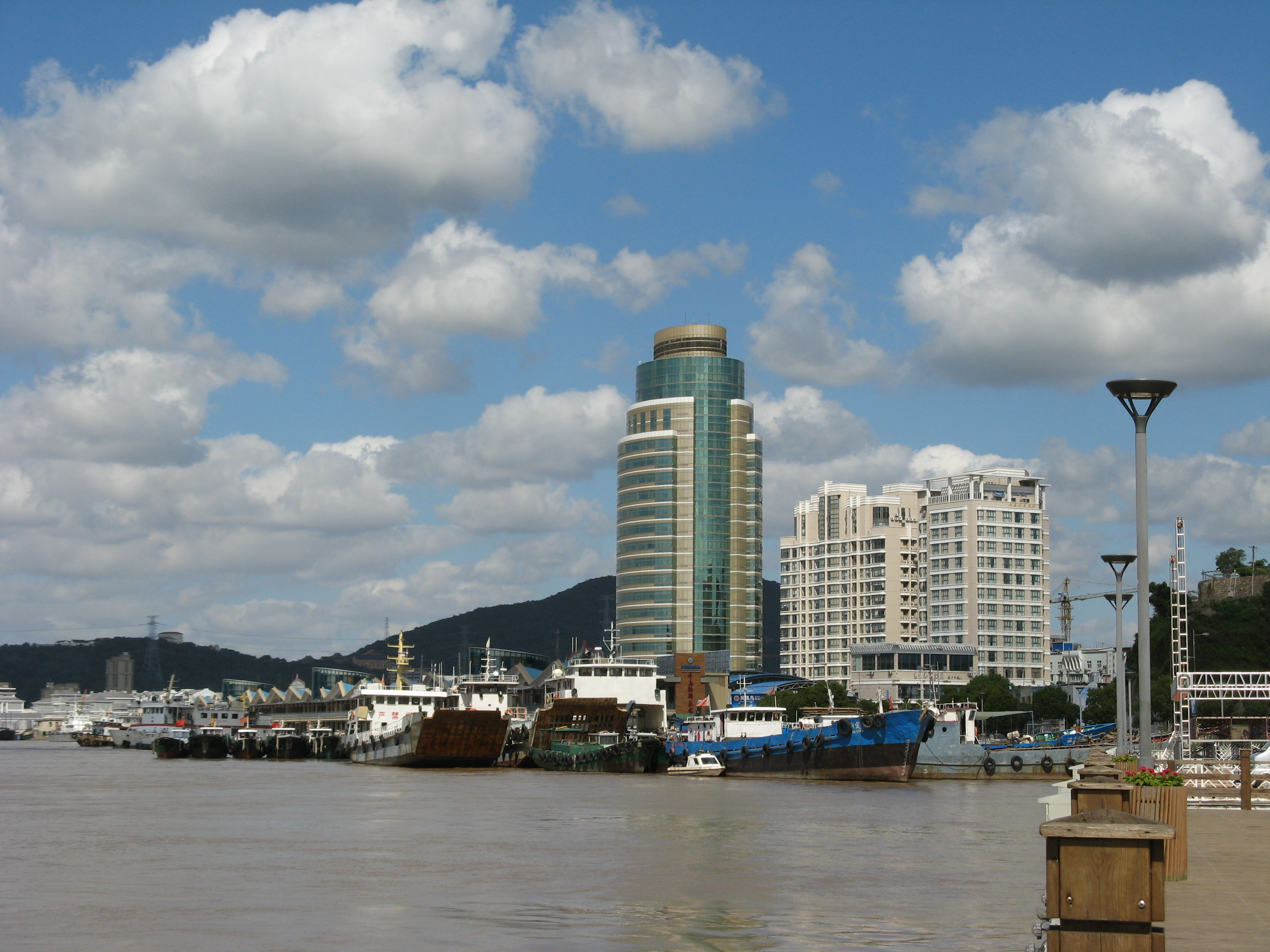

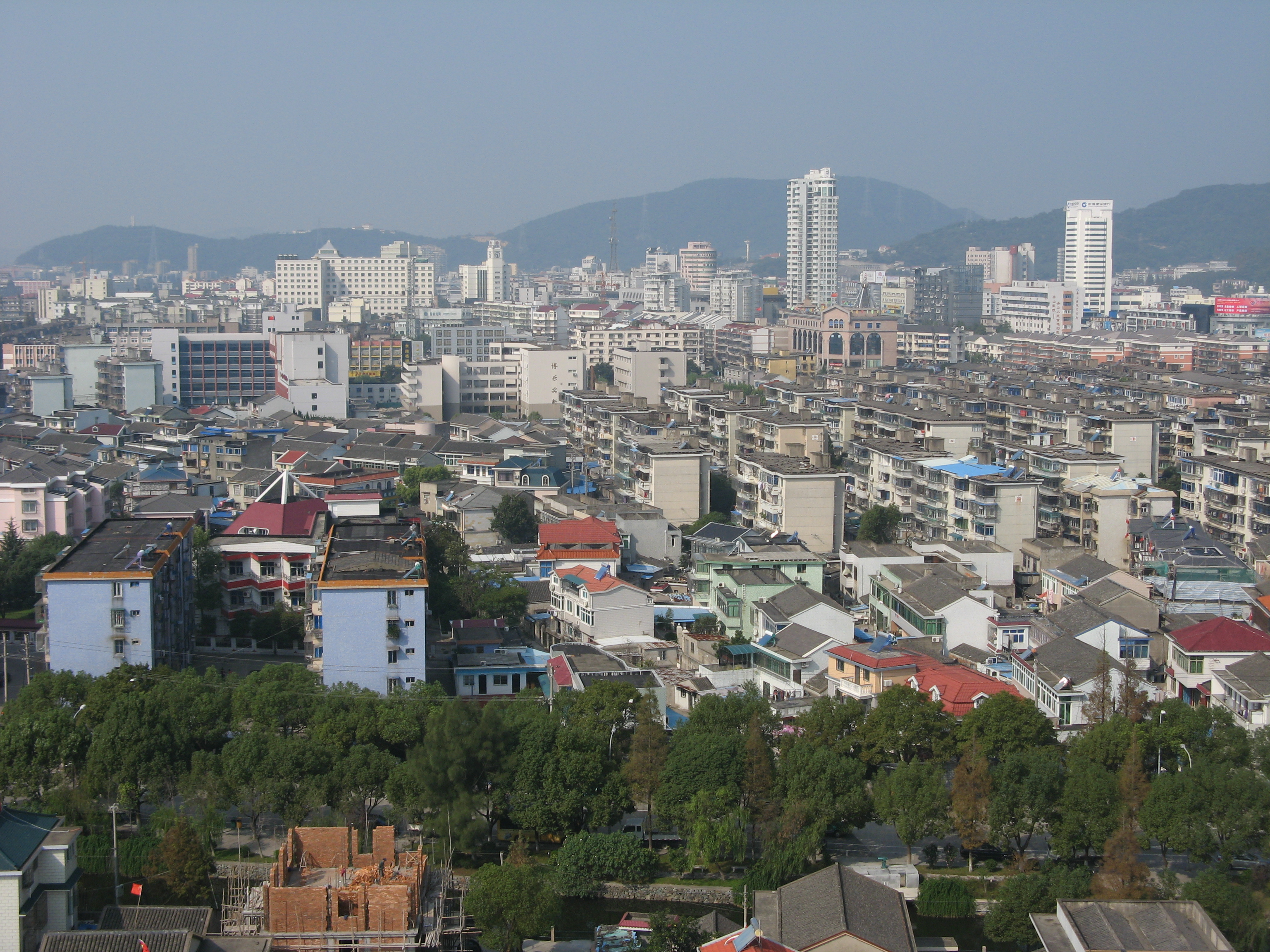
市区

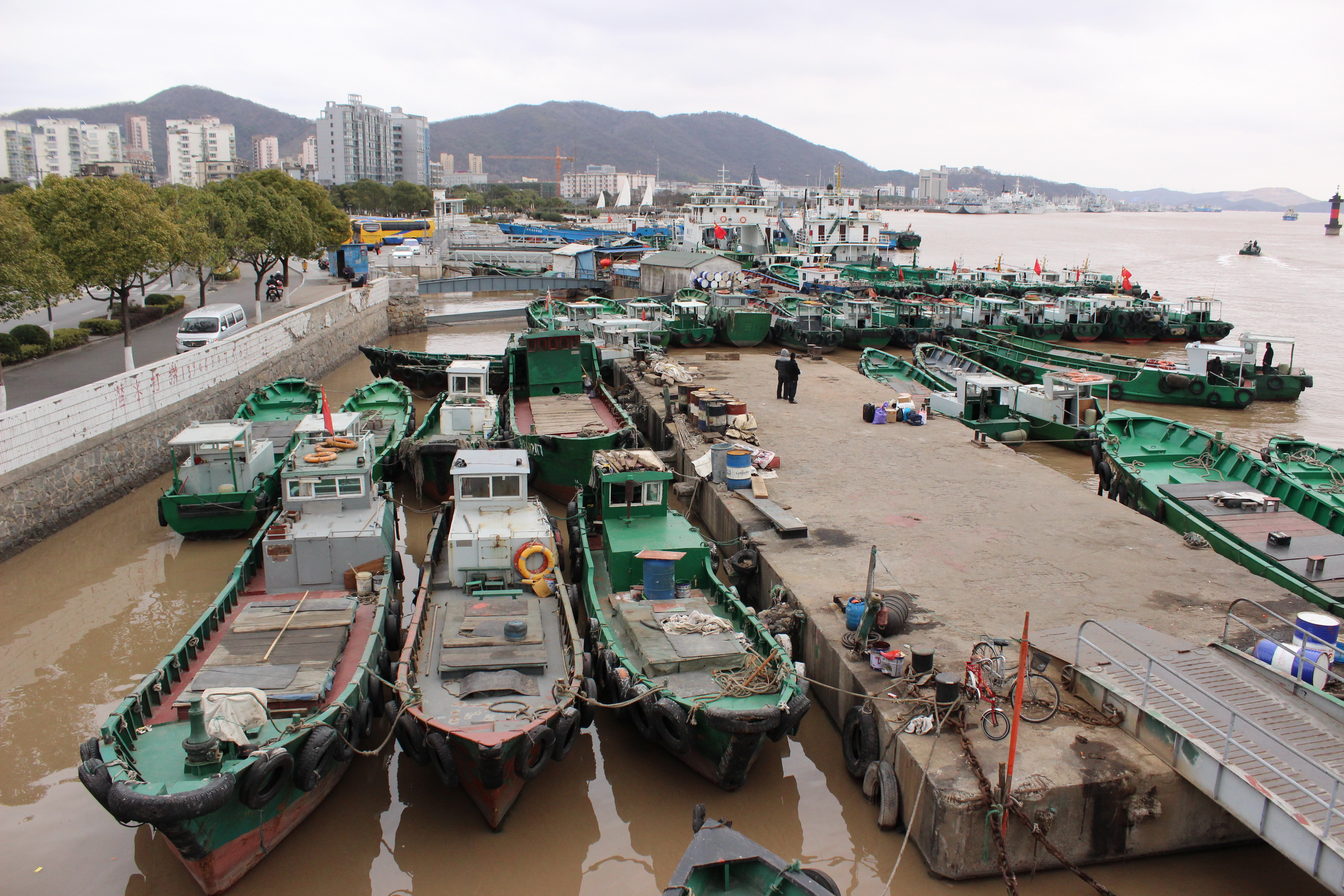
定海港口的渔船

- 唐开元二十六年(738年)，设翁山县，辖区包括整个舟山群岛。大历六年(771年)废除，并入鄮县。
- 宋朝熙宁六年(1073年)，析鄞县设立昌国县。元朝至元十五年(1278年)升格为昌国州。
- 朱元璋洪武二年(1369年)，因明朝执行封闭锁国自海中退政策，连累昌国州降格为县。至洪武二十年(1387年)更废县为乡。
- 清朝康熙二十七年(1688年)，东海形势平静，海禁弛禁，康熙帝以舟山“山名为舟，则动而不静”，御书“定海山”三字颁赐，诏改舟山为定海山；遂将原宁波大陆的定海县改名镇海县，并在舟山新设定海县，上属宁波府管辖。
- 康熙三十九年(1700年)六至九月，英国东印度公司于定海设事务所。
- 1841年鴉片戰爭期間在第一次定海之戰後成為英国第一處佔領的清朝領土。
- 中華民國废府后曾直属浙江省。据民國36年（1947年）镇海三乡公益堂发行的《宁波七邑全图》，定海县属宁波管辖。
- 1949年7月，定海县人民政府在宁波庄桥宣告成立。
- 1950年，中共控制定海县，定海县人民政府迁至定海镇鳌山麓。
- 1958年11月，定海、普陀、岱山、嵊泗4县合并，成立舟山县。直属浙江省。
- 1960年1月，舟山县划归宁波专区。
- 1962年5月，舟山县撤销，成立舟山专区和定海县建制，舟山专区直属浙江省，定海县从属宁波专区。
- 1967年3月，舟山专区改为舟山地区。定海县成为地区行政中心。
- 1987年1月23日，舟山地区改为舟山市后隶属舟山市管辖，并改为定海区。
- 2004年9月，临城街道由区政府委托舟山市新城管委会管理。 （页面存档备份，存于）
- 2008年5月金塘镇建立舟山市金塘开发建设管理委员会，又市人民政府授权，在所辖区域内行使相关的市级经济管理权限和县级社会行政管理职能。

## 行政区划
定海区下辖10个街道办事处、3个镇：
昌国街道、环南街道、城东街道、盐仓街道、临城街道、小沙街道、岑港街道、马岙街道、双桥街道、千岛街道、金塘镇、白泉镇和干𬒗镇。
- 白泉镇

## 人口
根據第七次全国人口普查數據，截至2020年11月1日零時，定海區常住人口為358720人。
根据2022年舟山市人口主要数据公报数据，截止2022年年末，定海区常住人口为50.70万人。

## 主要海岛
- 舟山岛
- 金塘岛

## 交通
- 海运

舟山跨海大桥群中的金塘大桥

- 公路：有舟山跨海大桥群（岑港大桥、响礁门大桥、桃夭门大桥、西堠门大桥、金塘大桥）与大陆连接

## 旅游
- 鸦片战争遗址公园
- 定海古城
- 三毛祖居
- 马岙博物馆
- 千岛大观园
- 摘箬山岛
- 五峙山鸟岛
- 金塘大鹏古民居
- 黄杨尖

## 宗教

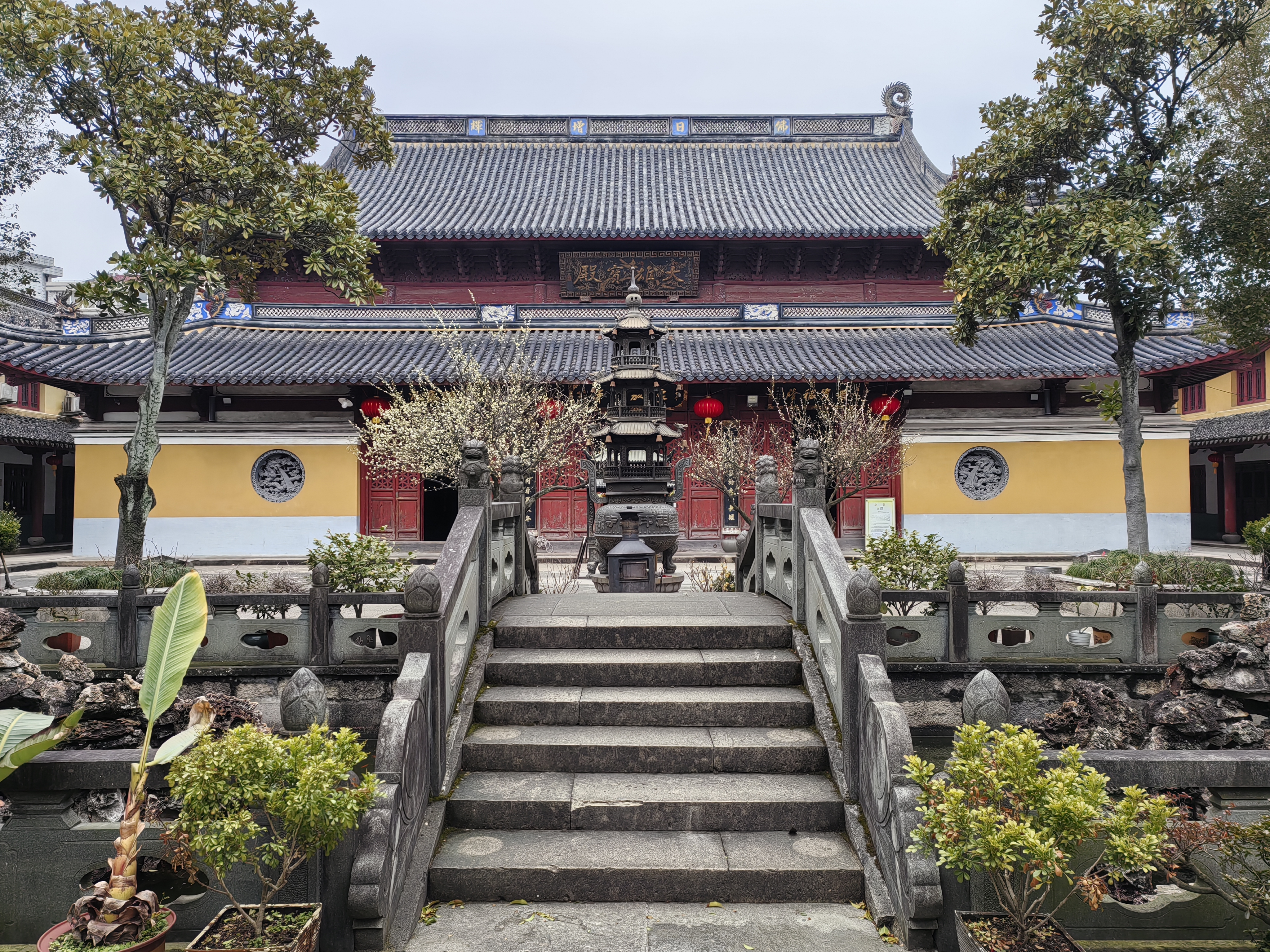
祖印寺

- 祖印寺
- 万峰寺
- 寿山庙

## 教育
- 浙江海洋大学